# Zgodovina Istre
Istra je največji polotok v Jadranskem morju. Polotok leži v Severnem Jadranu, med Tržaškim in Kvarnerskim zalivom. Polotok si sedaj delita Hrvaška in Slovenija, majhen del Istre pa sega tudi v Italijo. 

## Prazgodovina
Prvi znani pojav človeškega življenja v Istri sega v nižji paleolitik, o čemer pričajo artefakti, najdeni v Šandaljski jami pri Pulju, iz leta 800.000 pr. n. št.. 
Od 11. stoletja pr. n. št. so Istro naseljevali Histri, prazgodovinsko ilirsko pleme, po katerem je Istra dobila ime. Njihov prihod pomeni začetek železne dobe v Istri. Drugo ilirsko pleme, ki je naseljevalo območje, so bili Liburni. Najzahodnejši obseg njihove zemlje, Liburnije, je obsegal območje vzhodno od reke Raše.

## Rimsko in bizantinsko obdobje
Po vrsti spopadov so Rimljani premagali Histre in prevzeli oblast na polotoku v letih 178 in 177 pr. n. št. Rimljani so ustanovili pristanišče Pietas Iulia (sodobni Pulj) in postopoma spremenili notranja območja v latifundije, velika posestva, ki so jih obdelovali kolonisti in domačini. Čeprav so v hriboviti notranjosti ostali žepi ilirskega odpora, so podlegli kombinaciji vojaške in gospodarske premoči Rimljanov. Čeprav je Pulj edino naselje v Istri, ki je ohranilo pomembne dokaze o Rimljanih (predvsem njegov Forum in Amfiteater), je večina večjih istrskih naselij nastala v tem obdobju. Pod cesarjem Avgustom je bila Istra vključena kot ločena regija znotraj rimske province Italija, zaradi česar je postala sestavni del cesarstva, ki je obstajalo do delitve in do padca Zahodnega rimskega cesarstva leta 476.
Krščanstvo se je v Istri pojavilo konec 3. stoletja po n. št., prve cerkve pa so bile zgrajene v 4. stoletju. V obdobju med 2. in 5. stoletjem po n. št. so se pojavili vpadi germanskih plemen, stalen pritok beguncev iz Panonije in drugih provinc, politična nestabilnost ob spopadih za rimski prestol in upad gospodarstva.
Po padcu Zahodnega rimskega cesarstva so polotok leta 489 osvojili Ostrogoti. V letih 538/539 je bil polotok vključen v Bizantinsko cesarstvo – ki je obstal kot del Ravenskega eksarhata – in je bil leta 599 priključen k Langobardskemu kraljestvu. V avarsko-slovanskih vpadih in naseljevanju Slovanov, v začetku 7. stoletja so bila notranja mesta uničena in zapuščena, obalno območje pa se je tem napadom upiralo. To obdobje je bilo zelo sporno, saj so napadi Langobardov z zahoda, slovenskih plemen s severa ter hrvaških plemen z vzhoda in juga povzročili skoraj nenehen spopad.

## Frankovska in beneška oblast
Istra je leta 788 postala frankovska mejna marka, ki je poleg Istrskega polotoka obsegala tudi okoliška območja, ki jih je osvojil Pipin Langobardski, sin Karla Velikega leta 789. 
Semena razpada Istre so bila posejana pod vse šibkejšo frankovsko oblastjo, ki je večini naselij omogočila dejansko avtonomijo. 
V 10. in 11. stoletju so v Istri vladale nemške fevdalne družine. Od sredine 11. stoletja je bila Istra ločena mejna grofija, ki so jo svetorimski cesarji, koroški, meranski in bavarski vojvode, v dedni fevd dali različnim plemiškim družinam. Nemški cesar Henrik IV. je preostali del zgolj nominalno dodelil oglejskemu patriarhatu. Po zapisih Konstantina Porfirogeneta so takrat vzhodni deli Istre severno od reke Raše pripadali Hrvaškemu kraljestvu.
Sporna in najverjetneje ponarejena je tudi Istrska pogodba (Razvod istrski), s katero Hrvati dokazujejo njihovo zgodovinsko izpričano naselitev v Istri, ki naj bi bila napisana leta 1325.
Leta 1145 so se istrska mesta Pulj, Koper in Izola uprla Beneški republiki, vendar so bila poražena in so jih od takrat dalje nadzirale Benetke. V 13. stoletju je oblast oglejskega patriarhata čedalje bolj slabela in istrska mesta so postopoma morala priznavati beneško oblast (Pulj leta 1148, Poreč leta 1267, Umag leta 1269, Novigrad leta 1270, Sveti Lovreč leta 1271, Motovun leta 1278, Koper leta 1279, Rovinj in Piran leta 1283, Milje leta 1420). Benetke so postopoma obvladovale celotno obalno območje zahodne Istre in območje do Plomina na vzhodnem delu polotoka.

## Habsburška vladavina
Ker niti oglejski patriarhi, lokalni škofje in opati niso mogli neposredno izvrševati oblasti na svojih istrskih posestvih, so to poverili svojim posvetnim predstavnikom (advokatom), medtem ko so obrambo prepuščali posameznim fevdalcem. Ta »obramba« pa se je ponekod spremenila v prisvajanje posesti. Tako je grof Meinhard Schwarzenburški v drugi polovici 12. stoletja zasegel posesti poreškega škofa in postal gospodar na območju osrednje Istre, okoli mesta Pazin (nem. Mitterburg), ter s tem postavil temelje kasnejši Pazinski grofiji (hrvaško: Pazinska knežija ali Pazinska grofovija). Ko je leta 1374 izumrla istrska veja goriških grofov, so njihove posest pridobili Habsburžani, ki so od leta 1335 imeli v svoji posesti med ostalimi tudi Kranjsko krajino, kasnejšo vojvodinjo Kranjsko. Leta 1382 so pridobili še nadzor nad Trstom.

## Napoleonovo obdobje
Po padcu Beneške republike (1797) je Istro zasedel Napoleon; pa je dal Benetke ter beneški del Istre in Dalmacije Avstriji v zameno za Nizozemsko in Lombardijo.
Leta 1805 je Napoleon ponovno zasedel beneški del Istre in jo priključil kratkotrajnemu Italijanskemu kraljestvu,
od leta 1809 pa je bila Istra del Ilirskih provinc Napoleonovega cesarstva.

## Avstrijska mejna grofija Istra
Po tem kratkem obdobju je novoustanovljeno avstrijsko cesarstvo vladalo celotnemu istrskemu ozemlju od leta 1814 do 1918. Istra je postala del cesarstva, ponovno kot mejna grofija, s Trstom kot glavnim mestom. Pazin je postal njeno glavno mesto leta 1825. Leta 1866 je Pula postala glavno pristanišče avstrijske vojne mornarice. 
Uvedba omejene demokracije leta 1861 s pomočjo deželnega parlamenta (Istrskega zbora), ki se je skliceval v Poreču, je Avstrijcem služila le svojemu namenu, da so pomirili italijanske pozive k združitvi regije z novoustanovljeno Kraljevino Italijo, saj je bila volilna pravica omejena na lastnike nepremičnin, ki so bili predvsem Italijani. Prvi parlament je sestavljalo 28 Italijanov, a le en Slovenec in en Hrvat. 
Mnogi istrski Italijani so s simpatijo gledali na gibanje Risorgimento, ki se je borilo za združitev Italije. Vendar je Istra po tretji italijanski osamosvojitveni vojni (1866), ko so morali Avstrijci Benečijo in Furlanijo predati novonastali Kraljevini Italiji, ostala del Avstro-Ogrske, skupaj z drugimi italijansko govorečimi območji na vzhodnem Jadranu. To je sprožilo postopni vzpon italijanskega iredentizma med številnimi Italijani v Istri, ki so zahtevali združitev Istre z Italijo. Italijani v Istri so podprli italijanski Risorgimento: posledično so Avstrijci v Italijanih videli sovražnike in naklonjeni slovanskim skupnostim v Istri, ki so spodbujali nastajajoči nacionalizem Slovencev in Hrvatov.
 

Avstrijski cesar Franc Jožef I. je na zasedanju ministrskega sveta 12. novembra 1866 začrtal obsežen projekt, katerega cilj je germanizacija ali slavizacija območij cesarstva z italijansko prisotnostjo:
Njeno veličanstvo je izrazilo natančen ukaz, da se odločno ukrepajo proti vplivu italijanskih elementov, ki so še vedno prisotni v nekaterih regijah krone in primerno zasedajo mesta javnih, sodnih, gospodarstvenih uslužbencev, pa tudi pod vplivom tiska, dela na Južnem Tirolskem, v Dalmaciji in Primorju za germanizacijo in slavizacijo teh ozemelj glede na okoliščine, z energijo in brez vsakršnega ozira. Njegovo veličanstvo poziva osrednje urade k močni dolžnosti, da na ta način nadaljujejo do tega, kar je bilo ustanovljeno.

— Franz Jožef I. Avstrijski, Svet krone z dne 12. novembra 1866
V drugi polovici 19. stoletja je potekal boj za narodnopolitične pravice slovenskega in hrvaškega prebivalstva v odnosu do italijanskega, pod močnim vplivom hrvaškega narodnega preporoda. Škof Juraj Dobrila je bil vodja boja za hrvaške pravice v Istri. Njegov koncept je bil aktiviranje ljudstva na področju narodne samoobrambe, ohranjanje tradicije, izboljšanje gospodarskih in političnih razmer, sprejemanje novih civilizacijskih in kulturnih dosežkov ter iskanje poti, kako ljudstvo odpeljati iz beda. V eni svojih prvih zahtev istrskemu saboru v Poreču je zahteval, da bi poleg italijanščine postala tudi hrvaščina.
Z začetkom prve svetovne vojne so bili nacionalni boji prekinjeni, vendar so bile že pred tem italijanske zahteve po priključitvi vzhodne obale jadranskega morja in istrskega polotoka zelo očitne. Aprila 1915 je bil v Londonu sklenjen tajni dogovor, po katerem so Italiji obljubili Južno Tirolsko, del Dalmacije in Istre s Trstom in Gorico.

## Italijansko obdobje
Ob koncu prve svetovne vojne je bila Avstro-Ogrska v bitki pri Vittoriu Venetu poražena in je zaprosila za premirje, ki je bilo nato podpisano v Padovi, 3. novembra 1918. Istro je posledično zasedla italijanska kraljeva vojska po pogojih premirja. Na mirovni konferenci v Parizu je bila Italija med zmagovalnimi silami in je v skladu z Rapalsko pogodbo dobila vrhovno oblast nad Istro. 
Po prihodu fašizma leta 1922 je bil del istrskega prebivalstva, ki je bil slovenski in hrvaški, izpostavljen politiki prisilne italijanizacije in kulturnega zatiranja. V obdobju med obema vojnama so Italijani iztrebili slovensko in hrvaško javno in narodno življenje. Ukinili so vse slovenske in hrvaške šole, kulturne ustanove in društva, hrvaška imena pa so bila italijanizirana. Slovenci in Hrvati so izgubili pravico do izobraževanja in verske prakse v maternem jeziku. Prebivalstvo se je zaradi fašističnega zatiranja v velikem obsegu preseljevalo v Kraljevino Jugoslavijo. Organizacija TIGR, ki velja za prvo oboroženo antifašistično odporniško skupino v Evropi, je bila ustanovljena leta 1927 in je kmalu prodrla v slovensko in hrvaško govoreče dele Istre.
Po kapitulaciji Italije v drugi svetovni vojni septembra 1943 so jugoslovanski partizani uradno zasedli regijo, izgnali fašistične oblasti in na Hrvaškem vzpostavili vladavino Narodnoosvobodilnega gibanja, ki si je prizadevalo za vključitev Istre v hrvaško državo. Vendar je bila jugoslovanska izvršna oblast prisiljena razdeliti Istro na dve coni: cono A, ki so jo zasedli Anglo-Američani, in cono B pod jugoslovansko upravo boj za Istro, ki je sledil, je povzročil poboje, kot so poboji v Foibe, ki jih je pogosto delno ali v celoti zagrešilo lokalno neitalijansko prebivalstvo, zaradi zatiranja Neitalijanov s strani prejšnjega režima, kot je prisilna italijanizacija, ki je bila glavni vzrok zamere. To se je zadržalo in sprožilo istrsko-dalmatinski spor, ki je znatno zmanjšal italijansko prebivalstvo v Istri, zlasti v urbanih območjih.

## Jugoslovansko obdobje
Po Pariški mirovni pogodbi iz leta 1947 je ozemlje med reko Mirno pri Novigradom in Trstom postalo samostojno Svobodno tržaško ozemlje, ostali deli pa so bili vključeni v SFR Jugoslavijo. Tudi Svobodno tržaško ozemlje je bilo razdeljeno na dve coni – cono A (območje okoli Trsta) in cono B (preostalo). Cona A je bila spet pod anglo-ameriško upravo, cona B pa pod jugoslovansko vojaško upravo, s katerega je večina italijanskega prebivalstva pobegnila. Po razpadu Svobodnega tržaškega ozemlja leta 1954 je bila z londonsko pogodbo Italiji dana tržaška cona A, območje do današnje slovensko-italijanske meje, preostalo ozemlje pa je bilo dano Jugoslaviji, med dvema zveznima državama, Socialistično republiko Slovenijo in Socialistično republiko Hrvaško. Medtem, ko je bila končna meja med državama bila določena v sporazumu v italijanskem mestu Osimo (Pogodba iz Osima) 10. novembra 1975, pa je bila meja v Istri med dvema zveznima republikama, ki sta spadali h Socialistični federativni republiki Jugoslaviji, določena že leta 1954, določila pa sta jo slovenski komunistični politik Edvard Kardelj in hrvaški komunistični politik Vladimir Bakarić. Čeprav je bilo načrtovano, da bo, glede na to, da je tržaška cona B segala do reke Mirne, meja v Istri med SR Slovenijo in SR Hrvaško potekala po sredini struge reke Mirne pri Novigradu, da bi s tem Slovenija dobila celotno ozemlje nekdanje cone B, pa se je Edvard Kardelj odločil, da bo meja med zveznima republikama v Istri potekala po sredini struge reke Dragonje pri Sečovljah. Z Bakarićem sta nato ta potek meje narisala in dokončno določila, s tem pa je bil preostali del istrskega polotoka od reke Mirne do reke Dragonje dan Hrvaški. Zaradi tega veliko zgodovinarjev Kardelju pripisuje veliko odgovornost za izgubo istrskega ozemlja, ki bi lahko spadalo pod Slovenijo.

## Mejni spor med Slovenijo in Hrvaško
Po osamosvojitvi Slovenije in Hrvaške leta 1991, so se glede poteka meje v Istri (in tudi v Piranskem zalivu) pričeli obojestranski mejni spori in na morju incidenti med državama, potek spornega dela slovensko-hrvaške meje na kopnem in na morju naj bi bil rešen z arbitražno razsodbo in zatem z ratifikacijo arbitražnega sporazuma, od katerega je Hrvaška enostransko odstopila.